# Theo van Gogh (marszand)
Theo van Gogh (ur. 1 maja 1857, Groot-Zundert, zm. 25 stycznia 1891, Utrecht) – młodszy brat malarza Vincenta van Gogha, którego wspierał przez cały okres twórczości zarówno finansowo, jak i duchowo. Theo był handlarzem dziełami sztuki, w tym również obrazami, które malował brat. Zmarł w pół roku po śmierci Vincenta i został pochowany obok brata.
Przyjaźń braci przedstawił Robert Altman w filmie Vincent i Theo.
Prawnuk Theo van Gogha, nazywający się również Theo van Gogh, był reżyserem filmowym, znanym z kontrowersyjnej krytyki świata islamskiego. Został zamordowany w wieku 47 lat.

## Życiorys
W 1873 roku Theo van Gogh rozpoczął pracę jako marszand w brukselskiej galerii sztuki, należącej do jego wuja Hendricka van Gogha. Zawodem marszanda zainteresował się pod wpływem Vincenta, który w takim charakterze pracował w 1869 roku i zachęcał brata do zwiedzania muzeów i kolekcjonowania odbitek i reprodukcji obrazów współczesnych artystów.
Po pięciu miesiącach pracy u wuja Theo przeniósł się do Hagi, gdzie pracował jako marszand w oddziale Goupil & Cie, znanej na arenie międzynarodowej firmy dealerskiej założonej w Paryżu, pośredniczącej w obrocie obrazami i grafiką, posiadającą wiele oddziałów w Europie i Stanach Zjednoczonych. Haga była w tym czasie ożywionym centrum artystycznym znanym jako szkoła haska. Goupil bardzo przyczyniła się do rozpropagowania osiągnięć szkoły. Theo zaprzyjaźnił się z wieloma jej członkami. 
W 1878 roku Theo został wysłany do Paryża na Wystawę Światową, po czym postanowił osiąść w tym mieście. Około 1880 roku został dyrektorem paryskiego oddziału Goupil & Cie, położonego przy Boulevard Montmartre 19. W Paryżu pracował w latach 1880–1890. Vincent natomiast w 1876 roku zakończył pracę w Goupil & Cie i postanowił zostać malarzem. W 1886 roku przyjechał do Paryża, gdzie przez dwa lata mieszkał razem z Theo. Działalność Theo z okresu 1880–1890 jest dobrze znana dzięki korespondencji, jaką utrzymywał z Vincentem oraz z innymi artystami. Theo, pomimo iż był związany umową z Goupil & Cie, miał w pewnej mierze wolną rękę, co wykorzystywał do promowania innych artystów, między innymi przyjaciela Vincenta, Paula Gauguina. Jako marszand skupował, wystawiał i sprzedawał obrazy Claude’a Moneta. Przez jego ręce przeszło blisko 70 obrazów tego artysty. Theo wypracował własną technikę marketingową, polegającą na eksponowaniu prac jednego artysty, podchwyconą następnie przez innych marszandów. Umożliwiło im to odróżnienie się od wystaw organizowanych przez paryski salon, krytykowany powszechnie jako „wielki bazar”, na którym tysiące prac bezkrytycznie ustawiano w stosy. Theo utrzymywał także kontakty z Pissarro, którego obrazy trudniej było mu sprzedać, a także z Degas. Interesował się ponadto Sisleyem, Renoirem, Besnardem, Carrièrem i Raffaëllim. Próbował również sprzedawać obrazy brata, ale bez powodzenia. 

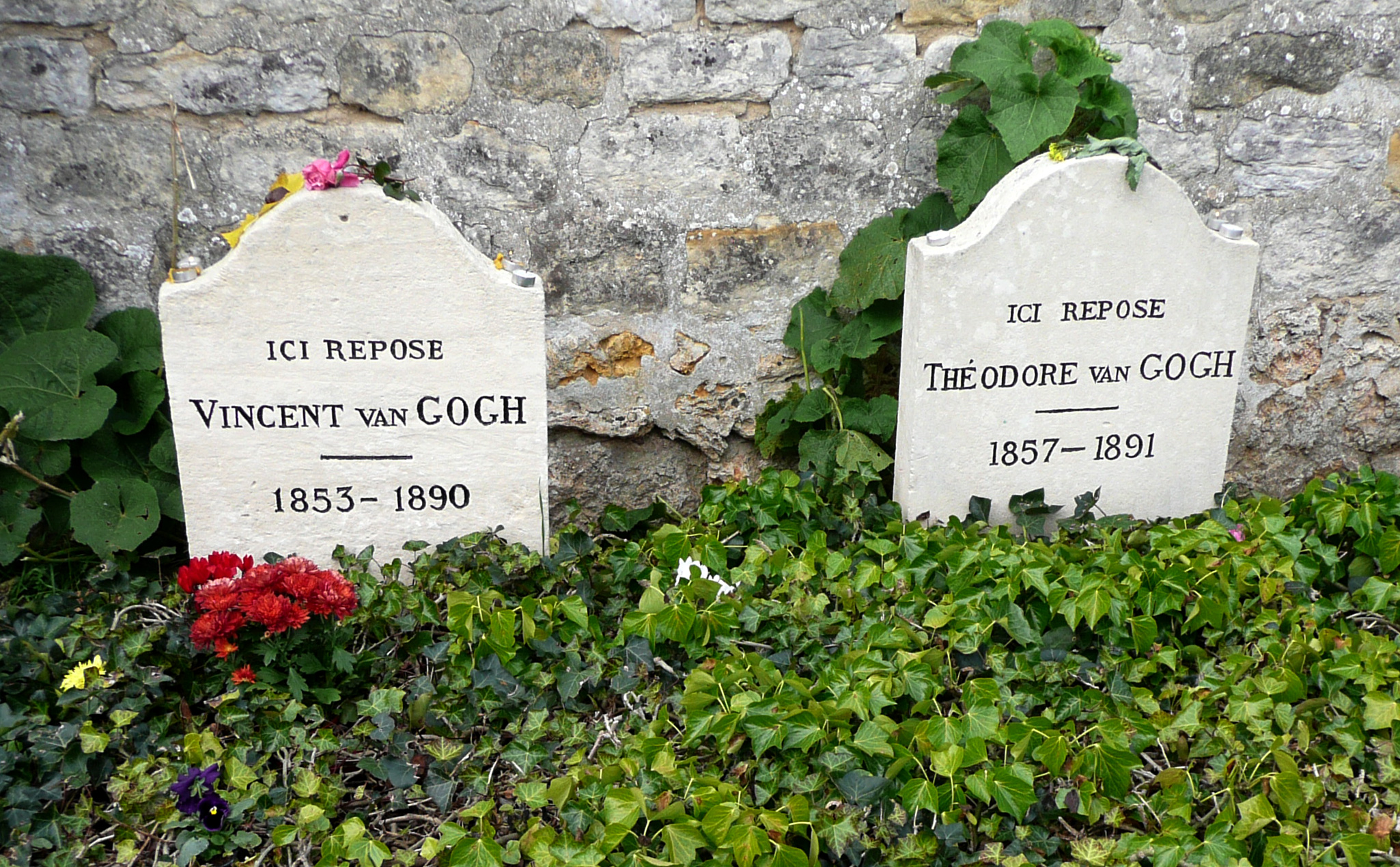
Wspólny grób braci Vincenta i Theo van Goghów w Auvers-sur-Oise

W Paryżu Theo poznał innego marszanda, Andriesa Bongera i jego siostrę Johannę, z którą 17 kwietnia 1889 roku ożenił się. Para miała jedno dziecko, które przyszło na świat 31 stycznia 1890 i które otrzymało imię Vincent Willem, na cześć starszego brata Theo. 
Gdy Vincent 29 lipca 1890 roku zmarł w wyniku postrzału z broni palnej, Theo bardzo przeżył samobójczą śmierć brata. Po pogrzebie powrócił do Auvers, by zająć się spuścizną po zmarłym. Podupadł na zdrowiu. Zachorował na nerki. Do tego doszły problemy psychiczne, w następstwie których musiał poddać się leczeniu w szpitalu psychiatrycznym. Wkrótce został zwolniony z pracy. Po wyjściu ze szpitala żona Johanna zabrała go do Holandii, do Utrechtu, gdzie ponownie znalazł się w szpitalu psychiatrycznym. Kilka tygodni później dostał rozległego udaru mózgu i zapadł w stan śpiączki, z której już się nie obudził. Zmarł 25 stycznia 1891 roku, w pół roku po Vincencie. Został najpierw pochowany w Utrechcie, ale w 1914 roku przeniesiono jego szczątki do Auvers i złożono je w grobie na małym cmentarzu, obok brata Vincenta. Ich grób ozdobiły proste, identyczne w formie kamienie nagrobne.